# Schmalwiesen
Schmalwiesen ist ein Gemeindeteil der Großen Kreisstadt Weißenburg in Bayern im Landkreis Weißenburg-Gunzenhausen (Mittelfranken, Bayern). Schmalwiesen liegt in der Gemarkung Weimersheim.

## Geographie
Das Dorf liegt zwischen Weißenburg, Ellingen und Weimersheim, jeweils rund zwei Kilometer entfernt. Weitere größere Orte in der Umgebung sind Pleinfeld, Markt Berolzheim und Gunzenhausen. Nördlich liegen die Waldflure Schmalwiesenholz und Schweißlohe, die zusammen mit anderen Wäldern den Ellinger Wald bilden. Am nördlichen Ortsrand entspringt der Himmelreichgraben.

## Geschichte
Der Name Schmalwiesen bezeichnet eine Siedlung bei den kleinen oder schmalen Wiesen. Die erste urkundliche Erwähnung war 1267. Dem Deutschen Orden gehörten damals zwei Höfe, daneben gehörten einige Höfe dem Kloster Wülzburg und der Reichsstadt Weißenburg sowie dem Augustinerinnenkloster Pappenheim und den dortigen Marschällen. Lange Zeit hatte das Dorf nur zehn Höfe. Im Jahr 1886 hatte Schmalwiesen zwölf Gemeindebürger.
Vor der Gemeindegebietsreform gehörte Schmalwiesen zusammen mit Hattenhof zur Gemeinde Weimersheim. Am 1. Juli 1972 wurden die drei Orte nach Weißenburg eingegliedert.
Am letzten Juliwochenende findet seit 1977 das dreitägige Ortsteilfest Schmalwiesen statt.

## Baudenkmäler
- Haus Nr. 10: Bauernhaus